# Curvelo
Curvelo es un municipio brasileño del estado de Minas Gerais. Su población estimada en 2009 era de 75.051 habitantes. Se encuentra situado en la mesorregión central de Minas Gerais, en la microrregión de Curvelo, con un área de 3.306,1 km², distante aproximadamente 170 km de la capital minera. Tiene una localización privilegiada en una región conectada por importantes autopistas y ferrocarriles como la carretera BR-040 que vincula Brasilia, Belo Horizonte y Río de Janeiro, la BR-135 (Trayecto Río/Bahía) y la BR-259 (acceso a la Diamantina).

## Hidrografía y clima
Localizado entre las cuencas del río São Francisco, río de las Velhas, río Paraopeba, Enredadera y Bicudo, el municipio es cortado por diversos arroyos que desembocan en los principales ríoa. 
La vegetación original es el cerrado, modificado por la expansión de los pastizales y principalmente por el aumento constante de ocupación de sus áreas para la plantación de eucaliptuss. Según el Instituto Estatal de Bosques (IEF), la ciudad de Curvelo es un de las más forestadas del estado, donde predominan especies como Sibipiruna, Oiti y Pequi.
El clima de la ciudad es predominantemente seco. Las temperaturas medias rondan los 28ºC. En los meses más fríos, la temperatura de la ciudad varia de una media mínima de 11 °C a una media máxima de 25 °C. En los meses más calientes, la temperatura media mínima está próxima a los 20 °C y la media máxima es de 30 °C. Posee índice medio pluviométrico de 1.308,3 mm/año.

## Turismo

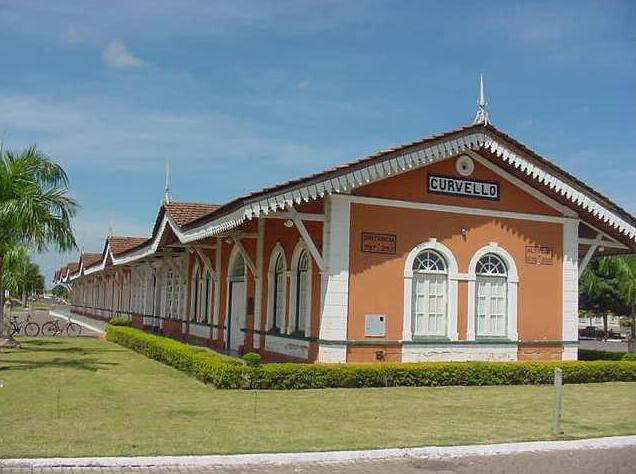
Centro Cultural de Curvelo.
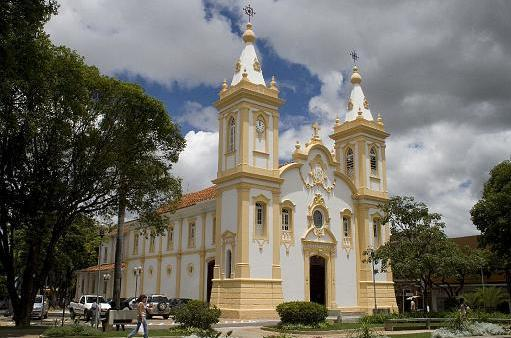
Principal de Santo Antônio.
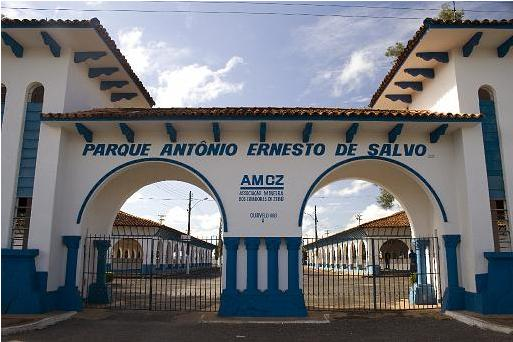
Parque de Exposiciones Ernesto Salvo.
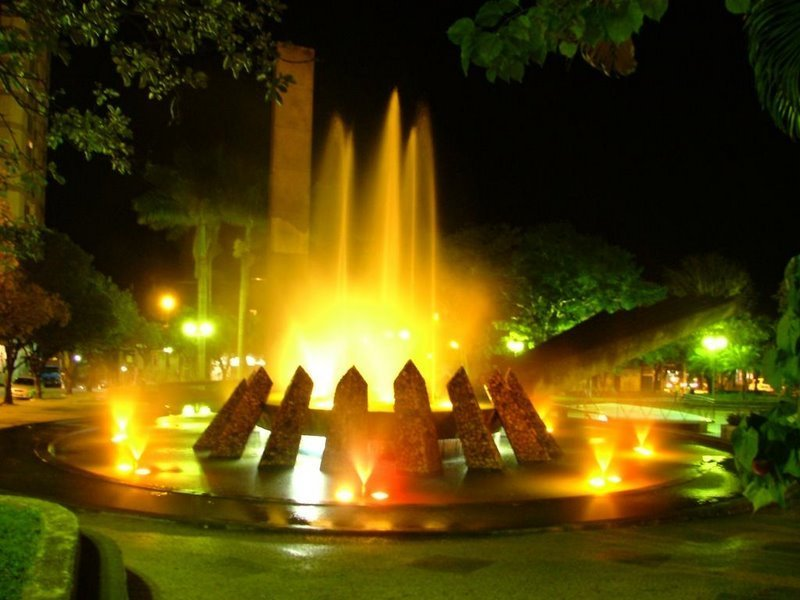
Plaza Benedito Valadares.
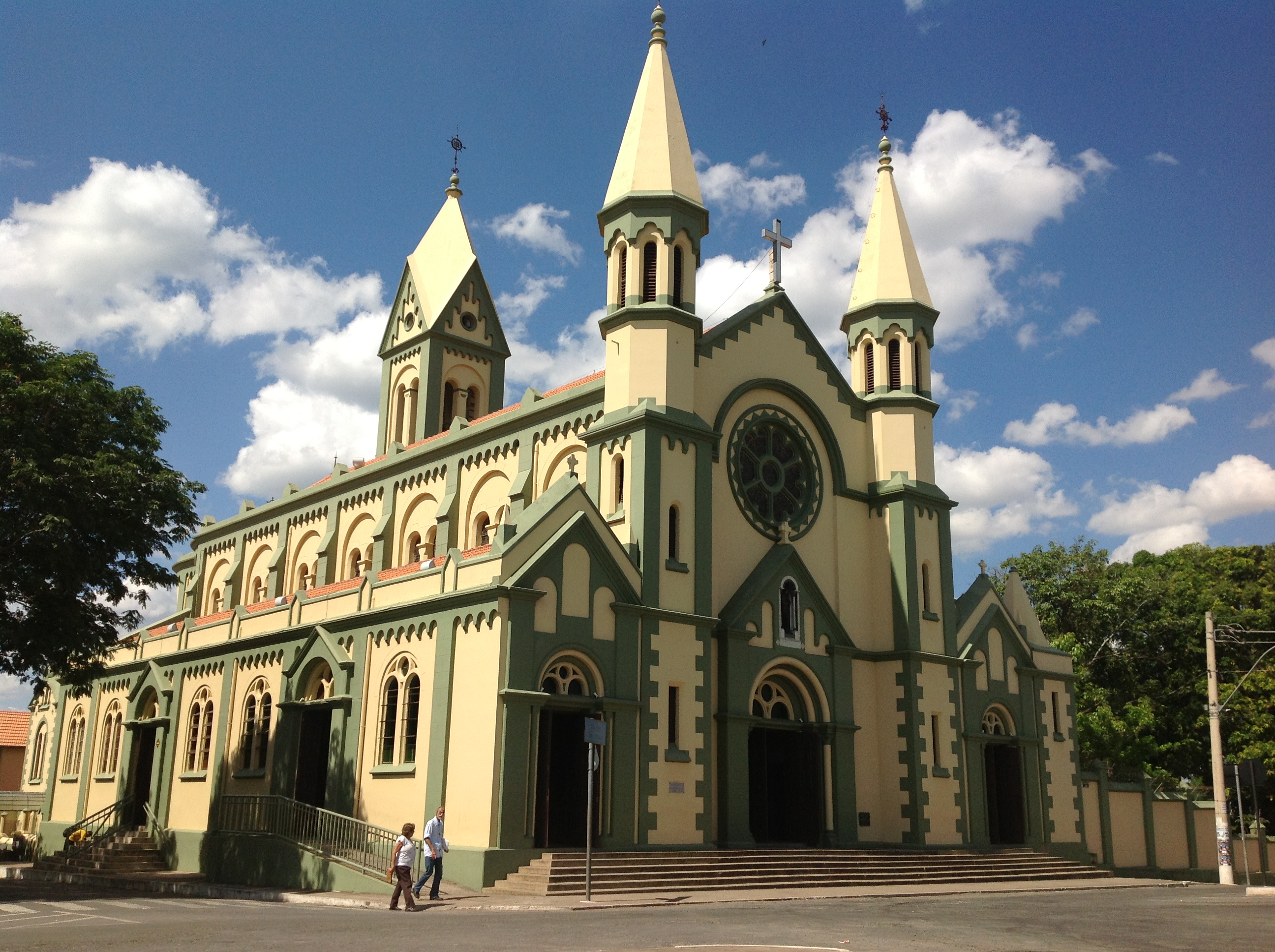
Basílica de San Gerardo Mayela.